# Vitaceae
Le Vitaceae Juss., sono una famiglia di piante angiosperme eudicotiledoni quasi tutte rampicanti, l'unica appartenente all'ordine Vitales. Appartiene a questa famiglia la vite comune (Vitis vinifera).
Le specie del genere Tetrastigma rappresentano le piante ospiti delle grandi Rafflesie.

## Tassonomia
La classificazione APG IV attribuisce Vitaceae ad un proprio ordine Vitales nel clade Eudicotiledoni centrali (core eudicots).
Comprende 17 generi e oltre 900 specie:
- Acareosperma Gagnep.
- Ampelocissus Planch.
- Ampelopsis A.Rich. ex Michx.
- Causonis Raf.
- Cayratia Juss.
- Cissus  L.
- Clematicissus Planch.
- Cyphostemma (Planch.) Alston
- Leea D.Royen
- Nekemias Raf.
- Parthenocissus Planch.
- Pseudocayratia J.Wen, L.M.Lu & Z.D.Chen
- Pterisanthes Blume
- Rhoicissus Planch.
- Tetrastigma (Miq.) Planch.
- Vitis L.
- Yua C.L.Li

Il sistema Cronquist collocava invece la famiglia delle Vitaceae nell'ordine Rhamnales e classificava il genere Leea in una famiglia a sé stante (Leeaceae).